# FAM96B
FAM96B (англ. Family with sequence similarity 96 member B) – білок, який кодується однойменним геном, розташованим у людей на 16-й хромосомі. Довжина поліпептидного ланцюга білка становить 163 амінокислот, а молекулярна маса — 17 663.
| 10         |  | 20         |  | 30         |  | 40         |  | 50         |
| ---------- |  | ---------- |  | ---------- |  | ---------- |  | ---------- |
| MVGGGGVGGG |  | LLENANPLIY |  | QRSGERPVTA |  | GEEDEQVPDS |  | IDAREIFDLI |
| RSINDPEHPL |  | TLEELNVVEQ |  | VRVQVSDPES |  | TVAVAFTPTI |  | PHCSMATLIG |
| LSIKVKLLRS |  | LPQRFKMDVH |  | ITPGTHASEH |  | AVNKQLADKE |  | RVAAALENTH |
| LLEVVNQCLS |  | ARS        |  |            |  |            |  |            |

A: Аланін

C: Цистеїн

D: Аспарагінова кислота

E: Глутамінова кислота

F: Фенілаланін

G: Гліцин

H: Гістидин

I: Ізолейцин

K: Лізин

L: Лейцин

M: Метіонін

N: Аспарагін

P: Пролін

Q: Глутамін

R: Аргінін

S: Серин

T: Треонін

V: Валін

Задіяний у такому біологічному процесі, як розходження хромосом. 
Локалізований у цитоплазмі, цитоскелеті, ядрі.